# Норин, Михаил Петрович
Михаил Петрович Норин (1833 [1834] — 1905) — пермский мастер смычковых музыкальных инструментов.

## Биография
Родился в 1833 году (по другим данным в 1834 году) в Перми.
44 года проработал в Пермском губернском акцизном управлении. Из его рук вышло 18 скрипок, 11 альтов, 3 виолончели. Инструменты Норина пользовались уважением, в том числе со стороны А. П. Шалина, авторитетного екатеринбургского музыканта.
Скончался в 1905 году.